# Dimityr Tełkijski
Dimityr Nikołaew Tełkijski (bułg. Димитър Телкийски, ur. 5 maja 1977 w Płowdiwie) – bułgarski piłkarz, grający na pozycji prawego lub środkowego pomocnika.
Jest wychowankiem Botewu Płowdiw. W wieku dwudziestu dwu lat przeszedł do Lewskiego Sofia, jednak przez pierwsze dwa sezony częściej siedział na ławce rezerwowych. Od sezonu 2001–2002 występował regularnie w pierwszej jedenastce. Z Lewskim zdobył sześciokrotnie mistrzostwo kraju, pięciokrotnie Puchar, a także dotarł do ćwierćfinału Pucharu UEFA i wystąpił w Lidze Mistrzów (2006–2007).
Po zakończeniu rundy jesiennej rozgrywek 2007–2008 zdecydował się na pierwszy w karierze zagraniczny transfer - wybrał ofertę izraelskiego Hapoelu Tel Awiw. Po dwu latach gry odszedł do rosyjskiego Amkaru Perm, gdzie sprowadził go jego rodak Dimityr Dimitrow. Następnie grał w Lewskim Sofia, Hapoelu Ramat Gan, Lokomotiwie Sofia, Czernomorcu Burgas, a w 2012 roku wrócił do Lokomotiwu Sofia.
W 2004 roku, za selekcjonerskiej kadencji Christo Stoiczkowa, zadebiutował w reprezentacji Bułgarii. Był jednym z trzech głównych kandydatów do gry na prawej pomocy (oprócz niego - Błagoj Georgiew i Georgi Peew) w pierwszej jedenastce drużyny, która walczyła o awans do Euro 2008. Pod koniec eliminacji stracił miejsce w kadrze i przez prawie dwa lata nie otrzymywał powołań. Do reprezentacji powrócił na początku 2009 roku, kiedy nowym selekcjonerem został jego dawny trenerem w Lewskim Stanimir Stoiłow.

## Sukcesy piłkarskie
- mistrzostwo Bułgarii 2000, 2001, 2002, 2006 i 2007, Puchar Bułgarii 2000, 2002, 2003, 2005 i 2007, ćwierćfinał Pucharu UEFA 2005–2006 oraz start w Lidze Mistrzów 2006–2007 z Lewskim Sofia